# Diaphorus femoratus
Diaphorus femoratus är en tvåvingeart som beskrevs av Walker 1852. Diaphorus femoratus ingår i släktet Diaphorus och familjen styltflugor. Inga underarter finns listade i Catalogue of Life.